# Ed Whitfield
Wayne Edward Whitfield, detto Ed (Hopkinsville, 25 maggio 1943), è un politico statunitense, membro della Camera dei Rappresentanti per lo stato del Kentucky.

## Biografia
Nato e cresciuto nel Kentucky, Whitfield si laureò in legge all'Università del Kentucky e per alcuni anni svolse la professione di avvocato. Nel frattempo si occupò anche di politica e dal 1974 al 1979 fu membro della legislatura statale del Kentucky per il Partito Democratico.
Nel 1994 si candidò alla Camera dei Rappresentanti con il Partito Repubblicano e riuscì a sconfiggere di misura il deputato in carica da un solo mandato Thomas Barlow. Da allora Whitfield venne sempre riconfermato dagli elettori, anche per via delle sue tendenze conservatrici sui temi sociali.
Whitfield è sposato con Constance Harriman, in passato assistente del Segretario degli Interni.